# 長島鐵路
长岛铁路（英語：Long Island Railroad，报告代码：LI，简称：LIRR）是美国纽约州东南部的一条铁路，线路从延伸至長島东端的萨福克县。该铁路目前运营公共通勤铁路服务，其货运业务则委托给纽约与大西洋铁路负责。
长岛铁路是大都會運輸署（MTA）旗下的公营资产，MTA 将其称为“MTA 长岛铁路（英語：MTA Long Island Railroad）”。在2016年，其工作日平均客流量为354,800人次，是北美最繁忙的通勤铁路。该系统也是全球为数不多全年全天候（24/7）运营的通勤铁路之一。
2022年，LIRR的年度总载客量为70,342,700人次，截止至2023年第一季，工作日平均客运量约为253,800人次。
长岛铁路的标志结合了圆形的MTA标志与“Long Island Rail Road”字样，通常出现在列车车身侧面。LIRR是大都会运输署拥有的两大通勤铁路系统之一，另一系统为服务纽约地区北郊的大都會北方鐵路。
长岛铁路成立于1834年（首段线路自布鲁克林河滨至牙买加于1836年4月18日开通），并自成立以来持续运营，因而是美国历史最悠久、至今仍使用原名称与特许状运营的铁路。

## 主要车站
长岛铁路在纽约市西部设有四个终点站：

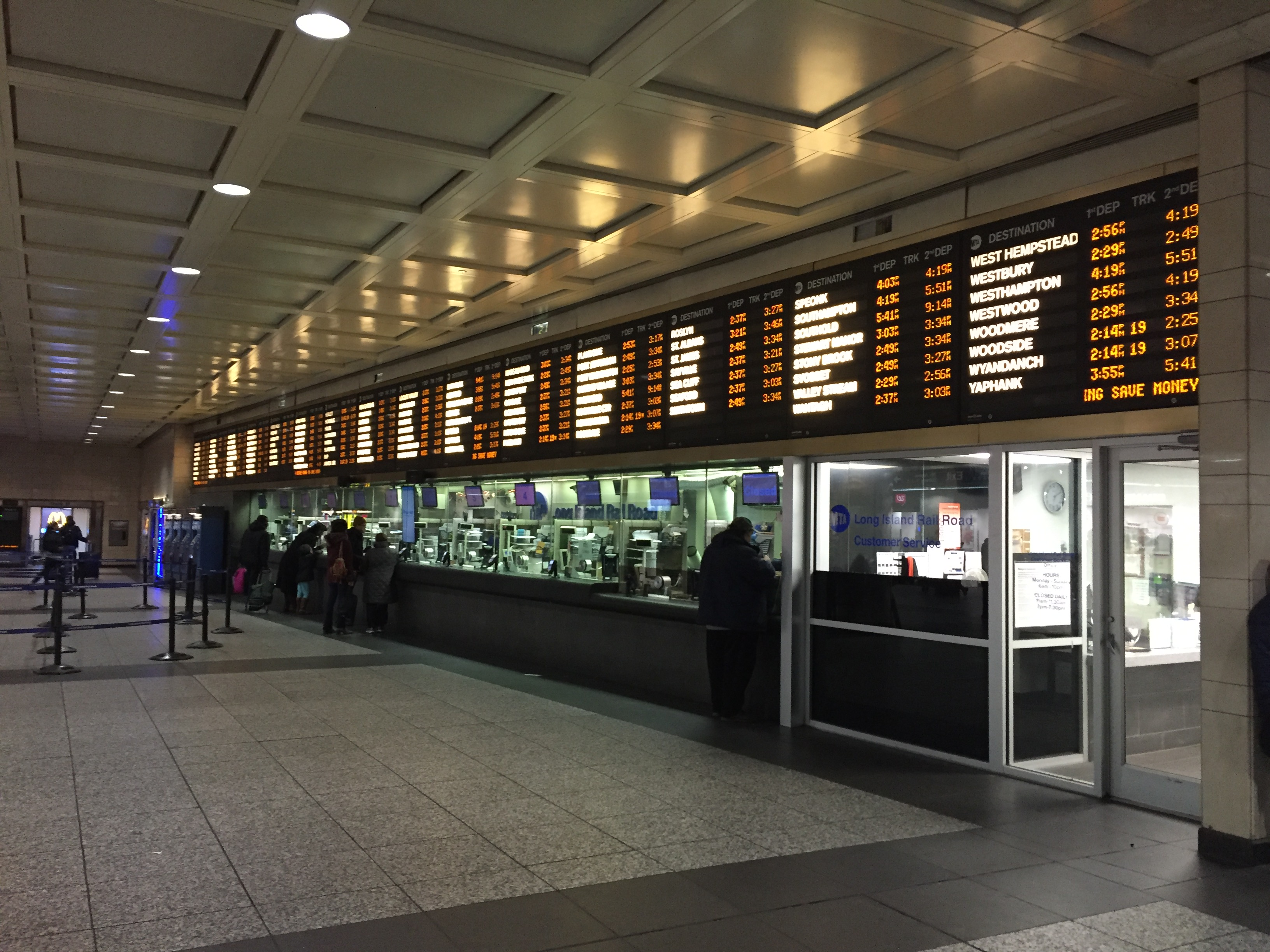
紐約賓夕法尼亞車站原LIRR 售票处

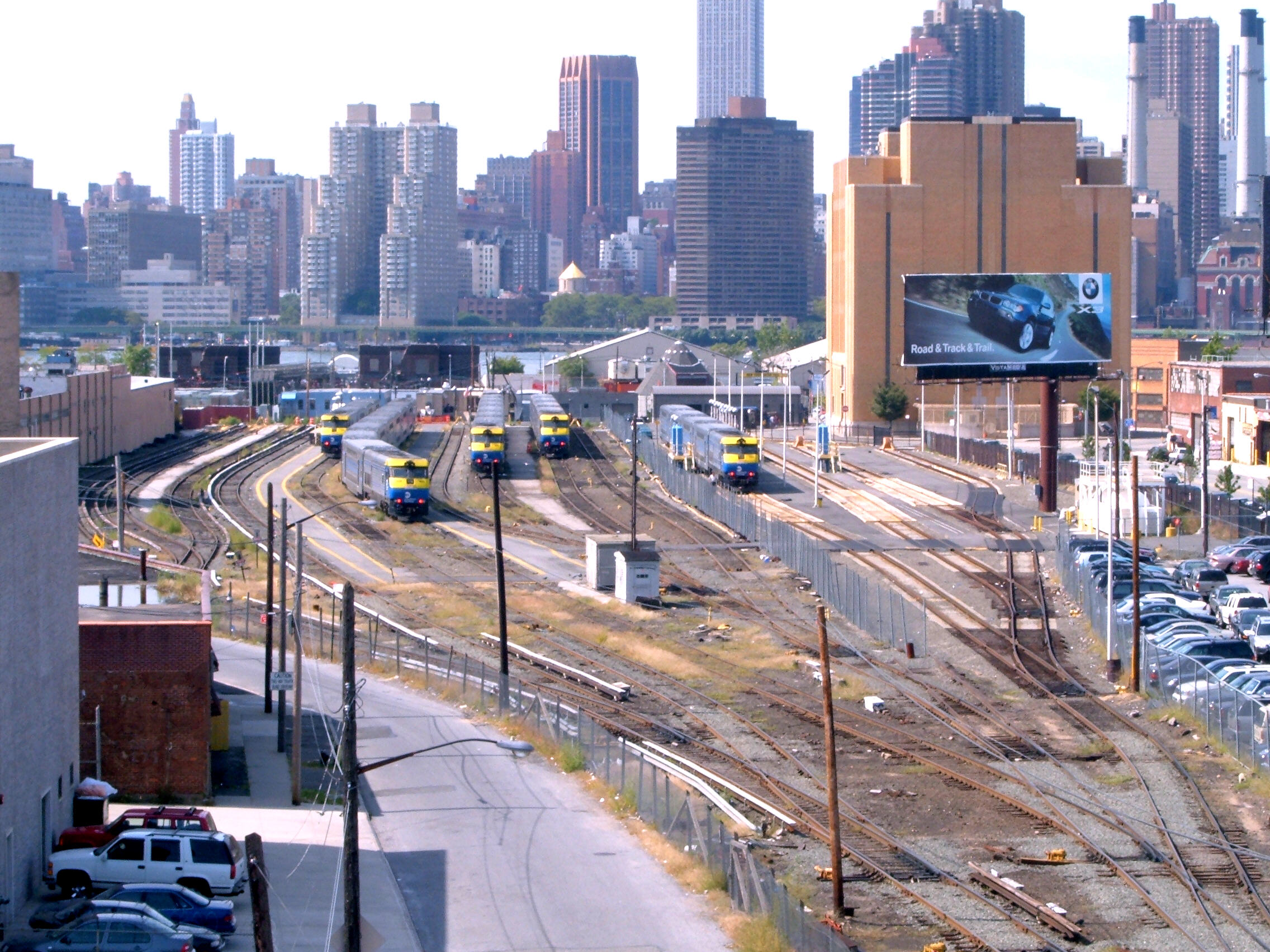
长岛市站与编组场

- 宾夕法尼亚站：位于曼哈頓中城，是最繁忙的终点站，每天有近500趟列车运行。列车通过由美鐵拥有的东河隧道，从长岛市的哈罗德联锁与主线连接。这是LIRR唯一使用但不拥有的轨道。车站紧邻紐約地鐵34街-賓州站 (IRT百老匯-第七大道線)（1，2與3 線）和34街-賓州站 (IND第八大道線)（A，C，與E 線），并可换乘美鐵和新泽西通勤铁路。
- 大中央麦迪逊站：位于大中央總站地下，是东区通道工程的一部分，[9]于2023年1月25日投入服务。[10]该线路穿越东河下方的63街隧道下层，上层为纽约地铁63街線（F 與<F> 線）。该项目旨在缓解拥堵并提升高峰时段列车班次。[11][12]大中央麦迪逊是亨普斯特德支线的主要终点站，也服务所有电气化支线（由于LIRR的柴油列车断面过大，无法通行63街隧道）。[13]
- 大西洋总站：位于布魯克林下城，原名弗拉特布什大道，主要服务西亨普斯特德支线，高峰时段亦提供其他支线的有限服务，其余列车通常作为摆渡列车前往牙买加站。车站紧邻纽约地铁大西洋大道-巴克萊中心站（2 3 4 5 B D N Q R 線），方便前往曼哈顿下城。随着东区通道的启用，该站与牙买加站之间的服务主要由摆渡列车承担。
- 长岛市站：部分高峰时段列车开往皇后區長島市的两个车站之一：一是东河岸的长岛市站，是LIRR最早的西端终点站；另一是位于其东0.6英里的亨特斯角大道站。可从邻近的纽约地铁亨特斯角大道站后者可换乘，前者则邻近弗农林荫路–杰克逊大道地铁站，也由7 與<7> 線服务。此外，长岛市站还连接东河渡轮，前往中城或曼哈顿下城。

此外，牙買加站是皇后区牙买加的主要轉運站，设有10条轨道和6座站台，并配有編組場和越行轨道。除华盛顿港支线外，所有LIRR线路均停靠此站。第六站台于2020年2月启用，专供开往布鲁克林的大西洋支线摆渡列车使用。车站还可换乘地铁蘇特芬林蔭路-阿徹大道-JFK機場站（E，J，與Z 線）、多条公交线路，以及前往約翰·甘迺迪國際機場的甘迺迪國際機場捷運。长岛铁路总部即位于车站旁。

## 客运线路和服务

长岛铁路线路及票价分区示意图（此图未按比例绘制）

长岛铁路系统共有11条客运支线，其中3条为主干线：
其余为8条次要支线。出于列车调度和宣传推广的需要，其中部分支线按服务区段划分。例如，蒙托克支线在牙买加与巴比伦之间的电气化区段被称为巴比伦支线服务，而从巴比伦至蒙托克的非电气化区段则称为蒙托克支线服务。
除华盛顿港支线外，所有支线均途经牙買加站。牙买加以西的轨道区段（不包括华盛顿港支线）被称为城市终点区，包括主线、大西洋支线和蒙托克支线的部分路段，以及由美鐵拥有、通往宾夕法尼亚车站的东河隧道。

### 现有支线

#### 主线
主线自长岛市站向东延伸至格林波特站。朗康科马站以西为电气化区间，自该站向东通往亚普汉克、里弗黑德或格林波特的列车为有限的柴油列车服务。由纽约宾夕法尼亚车站经东河隧道开出的列车在 Sunnyside Yard 并入主线。该线上的列车服务根据所经支线命名；在希克斯维尔站，杰斐逊港支线向北分出，继续向东运行的列车则分别称为朗康科马支线或格林波特支线列车。

#### 蒙托克支线
蒙托克支线自长岛市向东通往蒙托克站，在长岛市站和牙买加站与主线连接。牙买加站至巴比伦站区段为电气化区间，东侧的列车由柴油机车牵引，标注为蒙托克支线服务；而牙买加至巴比伦之间的列车则称为巴比伦支线。长岛市至牙买加之间的路段称为下蒙托克支线，现已停止客运服务，仅用于货运运输。

#### 大西洋支线
电气化的大西洋支线起于布鲁克林市中心的大西洋终点站，向东延伸至牙买加站，在此与主线和蒙托克支线交汇。之后，线路继续向东南延伸，在山谷溪站以东被称为长滩支线。从山谷溪站起以东，远洛克威支线向南分岔，西亨普斯特德支线则向北分岔。岔。

#### 华盛顿港支线
电气化的华盛顿港支线是唯一不经过牙买加的线。该支线自伍德赛德站以西从主线分出，起初与主线并行至温菲尔德交汇处，随后转向东通往华盛顿港。全线在拿骚县仅设四个车站，并经过LIRR系统中最高的桥梁曼哈塞特高架桥

#### 杰斐逊港支线
该支线在希克斯维尔站以东从主线分出，电气化服务止于亨廷顿站，亨廷顿站至杰斐逊港站之间仅由柴油列车运行。该线路曾在1938年前延伸至沃丁里弗。

#### 亨普斯特德支线
电气化的亨普斯特德支线在埃尔蒙特站以东从主线分出，起初与主线并行至花卉公园，随后转向东通往亨普斯特德站。在花园城，一段称为花园城—米切尔机场次级支线的支线从主线分出，通往米切尔机场。

#### 西亨普斯特德支线
电气化的西支线在山谷溪站以东从蒙托克支线分出，向东北延伸至西蒙托克，最初可通往亨普斯特德支线及牡蛎湾支线与主线的交汇处。

#### 牡蛎湾支线
该支线在米尼奥拉站以东从主线分出，向北再转向东通往牡蛎湾。电气化区段止于东威利斯顿，其余大部分区间由柴油列车运行。

#### 中央支线
仅供柴油列车通行的中央支线自贝斯佩奇站以东的主线向东南延伸，并在巴比伦站以西接入蒙托克支线，为巴比伦站以东区段提供替代路线。该线路曾由贝斯佩奇向西延伸，包含如今的花园城—米切尔机场次级支线。根据2020至2024年MTA资本计划，该线规划实现电气化。

#### 远洛克威支线
电气化的远洛克威支线在山谷溪站以东从山谷溪支线分出，向南和西南通往远洛克威站。该线曾向西连接至现今纽约地铁IND洛克威线，服务于皇后區的哈默尔斯和洛克威公园地区。

#### 长滩支线
电气化的长滩支线在山溪谷站以东从大西洋支线终点开始，起初与蒙托克支线并行至林布鲁克，然后向南延伸至长滩站。

## 外部連結
- 長島鐵路官方網站 （页面存档备份，存于）